# Bidfunktion
Bidfunktion er tandlægeligt fagområde der nu hedder oral fysiologi. Det beskæftiger sig med problemer fra bl.a. kæbeled, muskler, smerter fra bl.a. disse men ofte også uspecifikke smerter fra f.eks. tænder eller andre områder i ansigtet. Spyttet, dets kvalitet og mængde er også en del af området. Det er således et omfattende fagområde og kræver ofte mange undersøgelser i sin udredning af årsager og deres behandling.
Kæbeledsproblemmatikkerne kan gå fra ukomplicerede knæk under funktion over degenerationer til brud fra uheld eller svækkelse fra andre processer. Disse tilstande er mere eller mindre generende for patienterne. Muskellidelser er hyppigst myoser, diverse spændingstilstande der f.eks. kan stamme fra uheldigt/forkert sammenbid, fejlbelastninger eller andet. Ofte indgår disse i et større og mere generelt billede.
Smerter er almindelige og kan bl.a. skyldes fejlfunktioner, men kan også være en "fejl" i selve nervesystemet.
I angelsaksisk litteratur kaldes det ofte TMJ–syndrom eller TMD ( kæbeleds relateret dysfunktion ).
I mange lande er det selvstændigt speciale, men varetages i Danmark traditionelt af en særlig gruppe tandlæger. Almindelige hyppige tilstande kan ofte behandles hos egen tandlæge (primær behandling).